# The Bitch Don't Work
"The Bitch Don't Work" ("La perra no trabaja") es el último sencillo de la banda de britpop inglés Elastica. Con este sencillo se puso fin a nueve años de carrera.
Según Justine Frischmann en una entrevista, «yo sé que suena cliché, pero realmente quiero agradecer a todos los que nos han apoyado durante años contra viento y marea, especialmente, durante la gira de "The Menace" cuando, a pesar de una tibia reacción de la prensa, me sentí la increíble de la buena voluntad de nuestro público. pensé: “The Bitch Don't Work” fue un título apropiado para el retiro inminente».

## Track List

### 7"
1. The Bitch Don't Work
2. No Good[2]

## Personal
- Bajo – Annie Holland
- Diseño – Maya Arulpragasam  (M.I.A.)
- Batería – Justin Welch
- Guitarra – Paul Jones
- Guitarra y voz – Justine Frischmann
- Teclados – Mew
- Fotografía – Neil Stewart
- Escrito por – Elastica, Frischmann, Loz Hardy[3]